# Silbojokks kyrka
Silbojokks kyrka var en kyrkobyggnad i Silbojokks församling, i bruk mellan 1691 och 1747. I närheten av kyrkan fanns även en begravningsplats.
Efter att Silbojokks bruksförsamling bildades 1635 i Silbojokk (samiska: Silbbajåhkå) användes en enklare lokal som kapell. Efter att det blev en egen församling 1640  uppfördes på 1640-talet en kyrka med prästgård. Kyrkan och prästgården brändes dock av norska soldater den 16 augusti 1659 och alla värdesaker stals. Den förgyllda kalken hamnade sedermera i Skjerstads kyrka vid Saltenfjord, men försvann när kyrkan brann 1873. På sommaren 1691 byggdes en ny kyrka i Silbojokk. Enligt räkenskaperna från 1692 var kyrkan rödmålad och hade en blå predikstol. Kyrkan hade sakristia, vapenhus, klockstapel och runtomkring fanns en timrad inhägnad med port.
Kyrkan förstördes 1747 i en brand, troligen anlagd av församlingens kyrkoherde Johan Læstadius sinnessjuke bror Erik (1712–1783). Efter det uppfördes ingen ny kyrka på platsen utan istället uppfördes det nya kapellet i Lövmokk, men den flyttades senare till Jäkkvik, se Jäkkviks kapell.
Kyrkogården var i bruk fram till 1775 och platsen översvämmades i och med kraftverksutbyggnaden på 1980-talet. Innan översvämningen genomförde Riksantikvarieämbetet utgrävningar i området, men lyckades inte hitta platsen för kyrkan och kyrkogården. År 2002 upptäcktes skelettdelar i området och Norrbottens museum genomförde nya utgrävningar åren 2004, 2005 samt 2015–2018. Hittills har 74 gravar grävts upp. Skelett och kranier förvaras i ett magasin i Luleå. Sametinget, samiska ättlingar och en pensionerad kyrkoherde har framfört krav på att kvarlevorna återbegravs.